# Peter Bamm

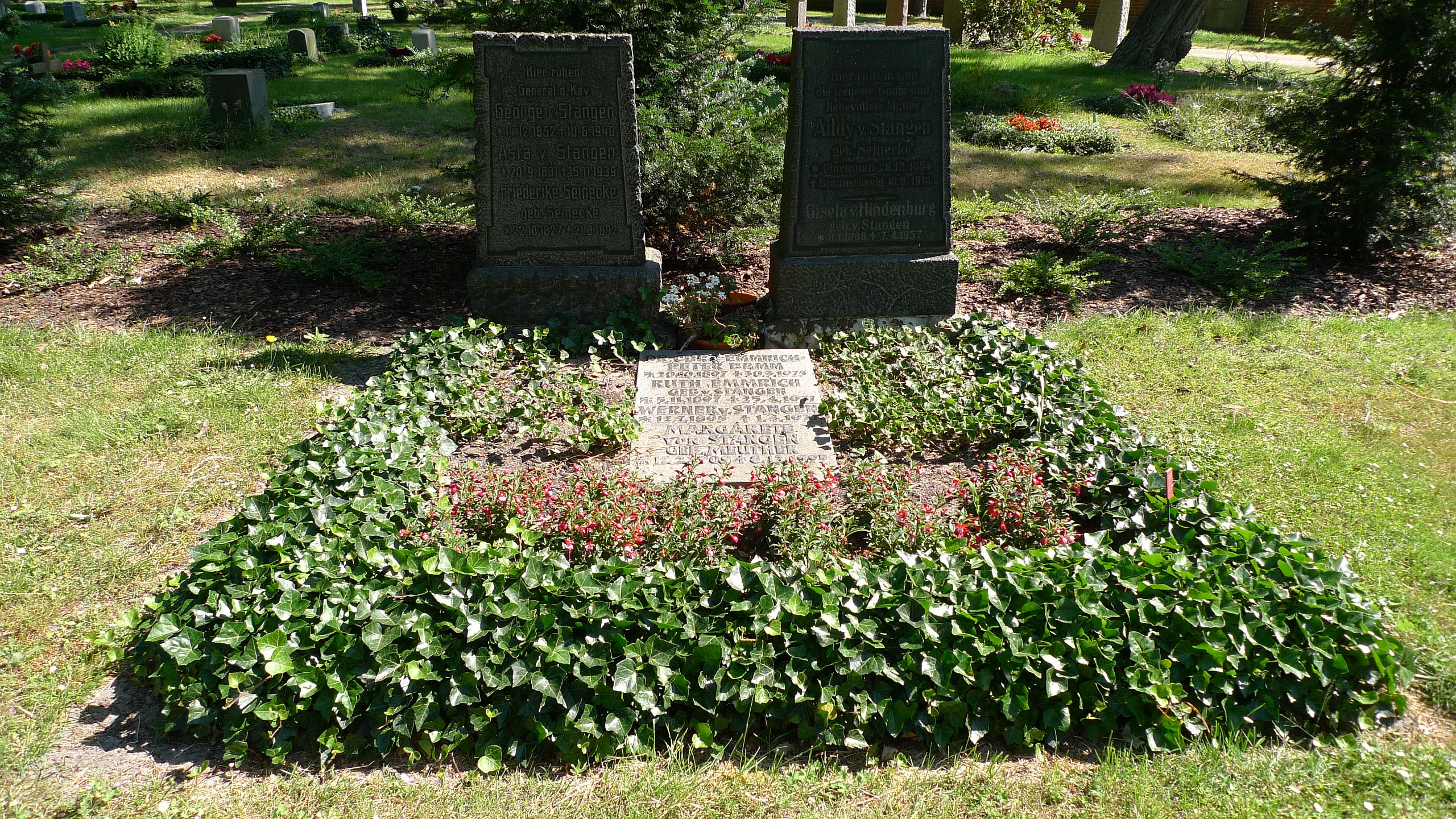
Grobowiec pisarza na cmentarzu Stöcken w Hanowerze

Peter Bamm (właśc. Curt Emmrich ; ur. 20 października 1897   w Hochneukirch  , zm. 30 marca 1975   w Zurychu  ) – niemiecki pisarz , dziennikarz i publicysta , chirurg . Tworzył dowcipne, często ironiczne felietony , eseje, w których zadawał pytania dotyczące przyrody i medycyny . Pisał kulturalno-historyczne książki podróżnicze . W czasie II wojny światowej był chirurgiem . W 1972 otrzymał Wielki Krzyż Orderu Zasługi Republiki Federalnej Niemiec.

## Dzieła
- Die unsichtbare Flagge (1952[1]  lub 1953[3] ; tytuł polski Niewidzialna flaga, tłum. Piotr Tymiński)[4]
- Frühe Stätten der Christenheit (1955)[1]
- Wiege unserer Welt (1958)[1]
- An den Küsten des Lichts (1961)[1]
- Eines Menschen Zeit (1972)[1]